# Huntington (Virgínia)
Huntington és una concentració de població designada pel cens dels Estats Units a l'estat de Virgínia. Segons el cens del 2000 tenia 8.325 habitants.

## Demografia
Segons el cens del 2000, Huntington tenia 8.325 habitants, 4.615 habitatges, i 1.675 famílies. La densitat de població era de 4.120,9 habitants per km².
Dels 4.615 habitatges en un 11,9% hi vivien nens de menys de 18 anys, en un 26,8% hi vivien parelles casades, en un 6,7% dones solteres, i en un 63,7% no eren unitats familiars. En el 52,6% dels habitatges hi vivien persones soles el 7,6% de les quals corresponia a persones de 65 anys o més que vivien soles. El nombre mitjà de persones vivint en cada habitatge era d'1,8 i el nombre mitjà de persones que vivien en cada família era de 2,75.
Per edats la població es repartia de la següent manera: un 13% tenia menys de 18 anys, un 10% entre 18 i 24, un 43,2% entre 25 i 44, un 23,4% de 45 a 60 i un 10,4% 65 anys o més.
L'edat mediana era de 36 anys. Per cada 100 dones de 18 o més anys hi havia 100,9 homes.
La renda mediana per habitatge era de 52.364 $ i la renda mediana per família de 62.228 $. Els homes tenien una renda mediana de 43.429 $ mentre que les dones 36.563 $. La renda per capita de la població era de 36.945 $. Entorn del 6,8% de les famílies i el 7,7% de la població estaven per davall del llindar de pobresa.

## Poblacions properes
El següent diagrama mostra les poblacions més properes.